# Ökumenisches Lernen
Der Begriff ökumenisches Lernen bezeichnet das Lernen über fremde Kulturen in gleichzeitiger Auseinandersetzung mit dem Thema Ökumene. Ähnlich wie bei dem interkulturellen Lernen geht es beim ökumenischen Lernen nicht primär um Wissensvermittlung, sondern es wird als Lernen mit und von anderen Menschen aufgefasst. Ökumenisches Lernen wird in der Integration von Migranten verwendet.

## Ziele
Ziele des ökumenischen Lernens sind:
- Der direkte Kontakt zu Christen aus anderen Kirchen, Konfessionen, Kulturen und Traditionen
- Die Förderung des interkulturellen Dialoges
- Die Förderung eines kritischen und analytischen Umgangs mit dem individuellen Glauben, der eigenen Kirche und Kultur

Diese können als aufeinander aufbauende Schritte aufgefasst werden.

## Bedeutung
Das ökumenische Lernen ist Teil des globalen Lernens, das die komplexen Zusammenhänge der Weltgesellschaft thematisieren und zu einem solidarischen Handeln befähigen will. Das ökumenische Lernen ist mit dem interkonfessionellen dem interreligiösen und interkulturellen Lernen, der entwicklungsbezogenen Bildung sowie der Bildung für nachhaltige Entwicklung und der Friedenspädagogik verbunden.
Im evangelischen Kontext erlangte das ökumenische Lernen im Rahmen des „Konziliaren Prozesses“, der von der Vollversammlung des Ökumenischen Rates der Kirchen (ÖRK) in Vancouver 1983 ausging, eine besondere Bedeutung.